# Liman
 Ovo je glavno značenje pojma Liman. Za druga značenja pogledajte Liman (razdvojba).
Liman je naziv za tip estuarija, najčešće karakterističnog za obale Crnog i Azovskog mora. Nastaje na obalama kod kojih nije izraženo djelovanje plime i oseke, pa je tok rijeke blokiran sedimentima. Po nastanku može biti morski – kada sedimete donosi morska struja ili riječni – kada sedimente donosi veća rijeka.
Naziv liman uglavnom se korisiti za reljefne oblike na zapadnim i sjevernim obalama Crnog mora, kao i u Azovskom moru. Primjeri limana su jezero Varna u Bugarskoj, jezero Razelm u Rumunjskoj i Dnjestarski liman u Ukrajini. Ruski geografi naziv liman koriste i pri opisivanju nekih reljefnih oblika koji nisu vezani za Crno more – npr. Anadirski liman (ruski: Анадырский лимáн) u Čukotskom autonomnom okrugu.

## Ime
Riječ liman dolazi iz ruskog jezika (ruski: лиман). Podrijetlo riječi je starogrčko (starogrčki: λιμένας), što u prijevodu znači zaljev ili luka. Širnjem Osmanskog Carstva na zapadne i sjeverne obale Crnog mora, riječ su proširili Turci, kako bi naposljetku ušla u bugarski, rumunjski, ukrajinski i ruski jezik.

## Vanjske poveznice
|  | Zajednički poslužitelj ima još gradiva o temi Liman |